# ABN AMRO

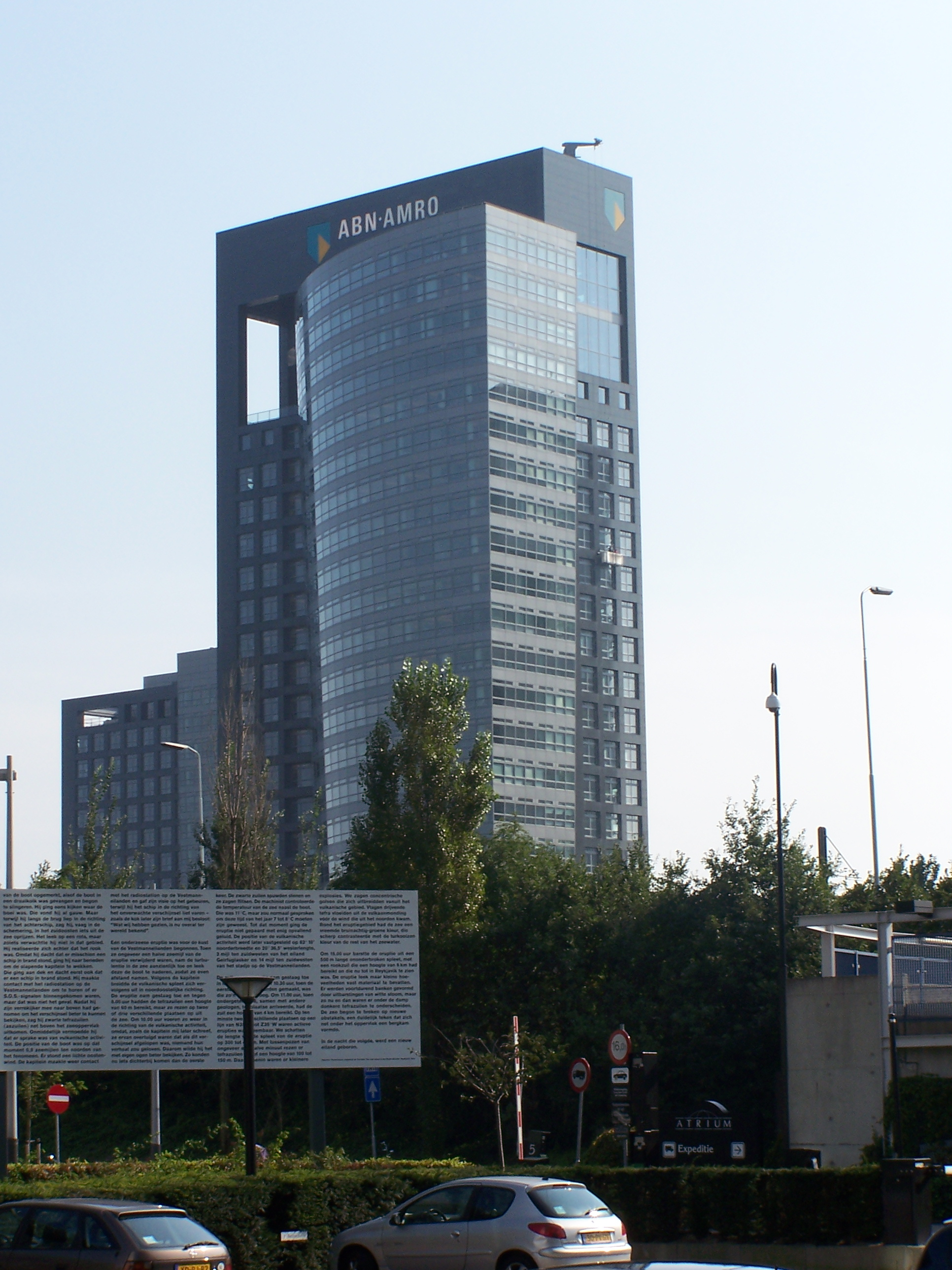

ABN AMRO(ABN암로)는 암스테르담에 본사를 둔 네덜란드의 은행이다. ABN암로은행은 네덜란드에서 3번째로 큰 은행이다. 스코틀랜드 그룹 로열 뱅크, 산탄데르 은행, 포르티스로 구성된 뱅킹 컨소시엄에 의해 원래의 ABN AMRO의 인수 및 분리 절차에 따라 2009년 현재의 형태로 재설립되었다. 네덜란드 비즈니스를 인수한 포티스의 붕괴로 인해 네덜란드 정부에 의해 포티스 뱅크 네덜란드와 함께 국유화되었다. 2015년 공립기업으로 다시 재분류되었다.